# حاجی عباس (هامون)
حاجی عباس، روستایی از توابع بخش تیمورآباد شهرستان هامون در سیستان و بلوچستان است.

## جمعیت
این روستا در دهستان تیمورآباد قرار دارد و براساس سرشماری مرکز آمار ایران در سال ۱۳۹۵، سکنه آن، کمتر از سه خانوار بوده‌است.